# POWER5
POWER4 POWER6

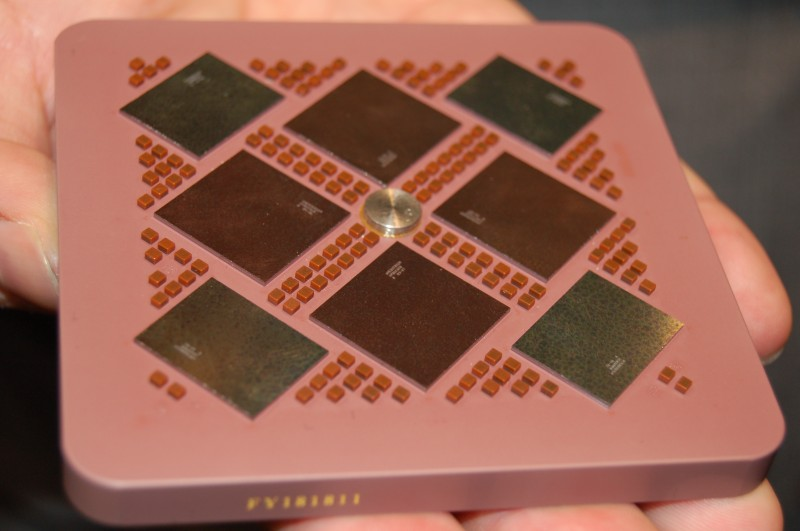
MCM d'un POWER5 avec 4 processeurs et 4 modules de cache externe de 36 Mo.

POWER5 est un microprocesseur développé par IBM. C'est une variante améliorée du processeur POWER4. Les modifications principales sont le support du Simultaneous Multi Threading (SMT) et un contrôleur mémoire intégré à la puce. Chaque CPU traite 2 processus ; comme c'est un microprocesseur multi-cœur, avec 2 CPU physiques, chaque puce traite 4 processus logiques. Le POWER5 peut être fabriqué en DCM, avec un processeur double cœur par module, ou en module multi-puces, avec 4 puces double cœur par module. Le POWER5+, présenté au troisième trimestre 2005, est en QCM, avec 2 puces double cœur.
Plusieurs processeurs POWER5 peuvent être couplés ensemble dans les systèmes les plus puissants pour se comporter comme un seul processeur vectoriel en utilisant une technologie appelée ViVA, Virtual Vector Architecture.
IBM utilise les processeurs POWER5 dans ses familles de serveurs System p et System i, ainsi que comme contrôleur dans les imprimantes haut de gamme Infoprint et les serveurs de stockage DS8000. Bull utilise aussi des POWER5 dans ses serveurs Escala. Plusieurs ordinateurs Hitachi SR11000 avec plus de 128 processeurs POWER5+ figurent parmi les superordinateurs du TOP500 en 2007.
Support quad-cores pour les serveurs IBM System p5 :

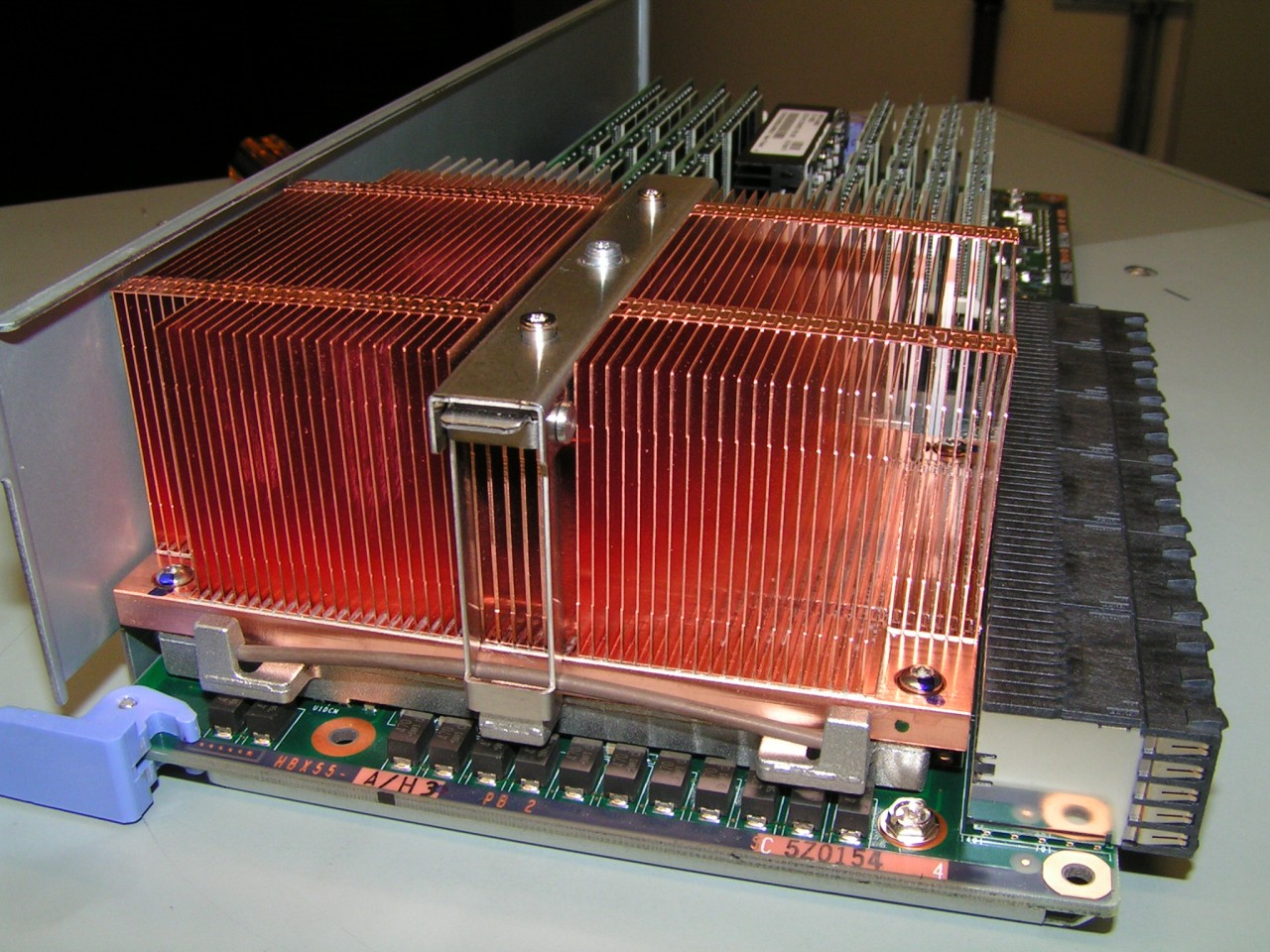
Module de processeur d'un système IBM i5, contenant un DCM POWER5+.

- IBM System p5 510Q
- IBM System p5 520Q
- IBM System p5 550Q
- IBM System p5 560Q